# 桜井汐里
桜井 汐里（さくらい しおり）は、日本の漫画家。

## 作品
オリジナル作品
- 贋作怪盗グリフィス伯爵（エンターブレインえんため大賞受賞作、エンターブレイン刊）
- 預け本屋（ゼロサムオンラインにて連載、一迅社刊）
- ホテルS.L.（ゼロサムオンラインにて連載、一迅社刊、全2巻）
- 恋ケ峰教授の小宇宙ゼミ（ゼロサムオンラインにて連載、一迅社刊、全1巻）

コミカライズ作品
- Starry☆Skyアンソロジー シリーズ（エンターブレイン刊）
- KEITAI☆ガーディアン -ALIVE-（エンターブレイン刊）